# Treno fantasma (attrazione)

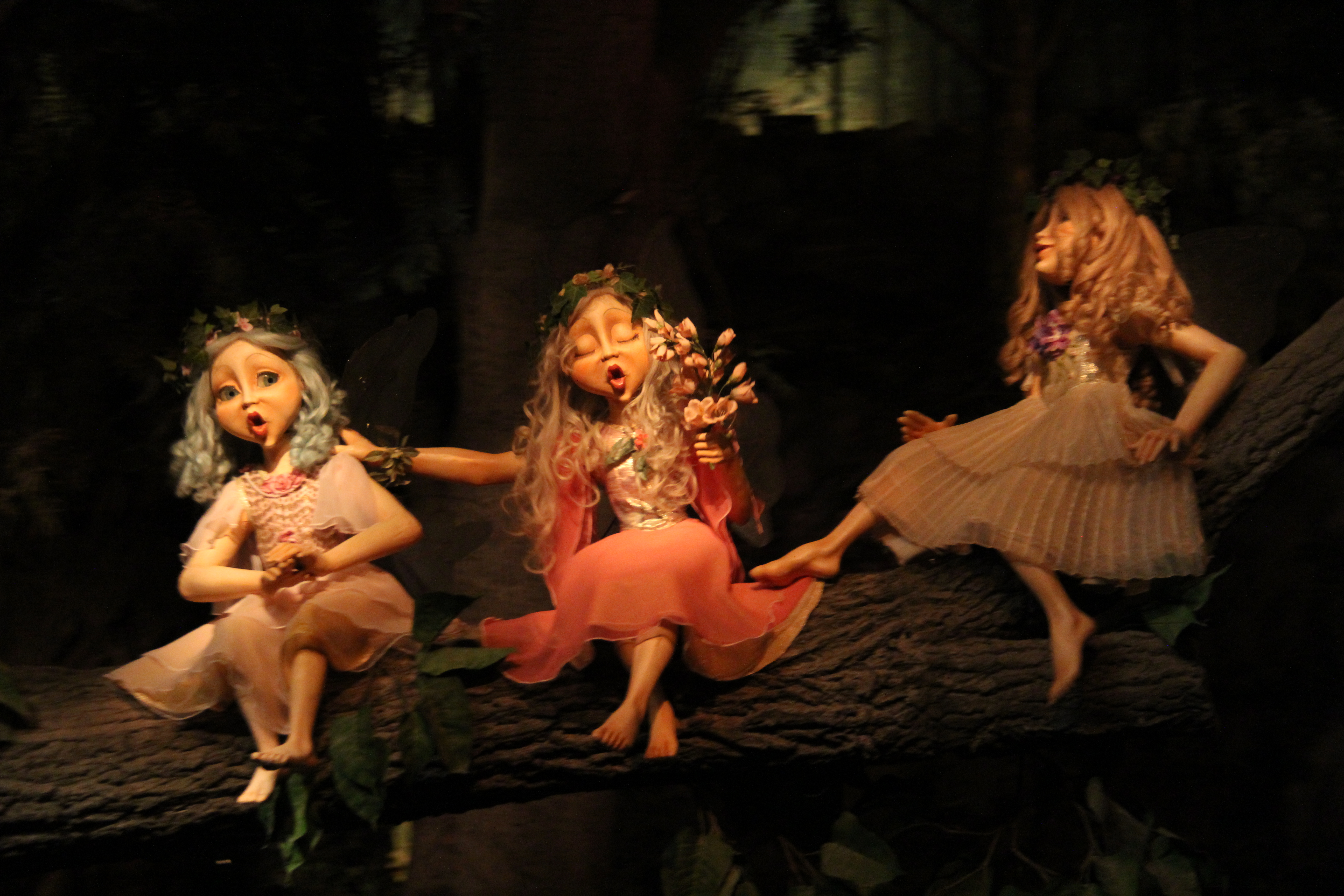
Alcuni dei 107 automi presenti nell'attrazione Droomvlucht di Efteling

Con treno fantasma, spesso indicato anche con le locuzioni inglesi dark ride (letteralmente "viaggio al buio") o ghost train (treno fantasma), si intende un'installazione tipica dei parchi di divertimento, che consiste in una struttura al coperto in cui tramite diversi sistemi di trasporto (solitamente a rotaia) gli ospiti compiono un percorso in penombra all'interno di ambienti altamente scenografati, caratterizzati da effetti speciali visivi e sonori e manichini animatronici. Le dark ride costituiscono una delle principali attrazioni dei parchi divertimento tematizzati.
Le dark ride non vanno confuse con attrazioni simili, sempre allestite in un capannone buio e dotate di animatroni ed effetti speciali, ma che vengono percorse a piedi: in questo caso si parla di walkthrough.

## Storia
Gli antenati delle dark ride apparvero sul finire del XIX secolo: in grossi tendoni o capannoni venivano installate grandi vasche d'acqua e veniva creato un percorso per mezzo di pannelli di legno dipinti di nero. I visitatori prendevano posto a bordo di piccole imbarcazioni, tipicamente barche a remi o pedalò non ancorate tra loro, e si muovevano autonomamente. In genere queste attrazioni non avevano una vera tematizzazione, ma poiché garantivano una certa privacy per scambiarsi effusioni, venivano chiamate anche "tunnel dell'amore".
Nel 1901 aprì a Coney Island quella che viene ritenuta la prima dark ride propriamente detta, dal nome A Trip to the Moon. L'attrazione, che riproduceva un fantastico viaggio sulla Luna, fu la prima ad usare un sistema di trasporto su rotaie completamente automatico e meccanico. Negli anni '30 del XX secolo le dark ride conobbero un periodo di evoluzione e canonizzazione, che trovò compimento negli anni '50 con le attrazioni ideate da Walt Disney per il suo parco a tema Disneyland.
Attualmente le dark ride contano numerose installazioni e moltissime tipologie differenti; in genere in un parco divertimenti ce n'è almeno una. Con le moderne tecnologie gli effetti speciali, le scenografie e i sistemi di trasporto si sono notevolmente evoluti: le più recenti sono addirittura prive di rotaia (trackless dark ride) e i vagoncini sono manovrati per mezzo di un sistema Wi-Fi, come Ratatouille: L'Aventure totalement toquée de Rémy a Disneyland Paris.

## Tipologie

### Ledark ridesu rotaia
I visitatori prendono posto di norma su carrelli ancorati a rotaie o a nastri trasportatori che si snodano in un percorso obbligato nel mezzo di scene che raccontano una storia basata su un determinato tema. Di norma le scene sono animate con degli animatroni, ovvero realistici pupazzi meccanici che riproducono uomini o animali. Il concetto di questo tipo di strutture è antico quanto meno come il luna park: le dark ride a tema horror, con scheletri e manichini semoventi, che si illuminano e si azionano al passaggio dello spettatore, sono presenti già nei luna park statunitensi degli anni Trenta.

### Ledark rideacquatiche
I visitatori viaggiano su imbarcazioni che galleggiano su un piccolo canale d'acqua artificiale sulle cui sponde si sviluppano le scene. Inizialmente le imbarcazioni erano lasciate libere di galleggiare sullo specchio d'acqua, e il visitatore doveva guidare la propria per mezzo di un remo o di un'apposita pedaliera; successivamente i barconi vennero collegati tra loro per mezzo di una catena, in modo che il percorso fosse univoco e fluido onde evitare pericolosi scontri. In alcuni casi il barcone non galleggia nemmeno ma scorre per mezzo di ruote non visibili dallo spettatore su un binario nascosto sott'acqua. La prima dark ride acquatica di successo fu It's a Small World, creata da Walt Disney per l'Esposizione universale di New York del 1964 e poi installata a Disneyland e nei parchi a tema Disney. Data la presenza dell'elemento acquatico, questo tipo si presta particolarmente ad essere tematizzato con le avventure dei pirati: è il caso di Pirati dei Caraibi, presente nei parchi a tema Disney, o I Corsari: La vendetta del fantasma di Gardaland Park. Spesso queste dark ride godono di una o più drops, discese improvvise e veloci che simulano una cascata.

### Ledark ridesospese
In questo particolare tipo di dark ride i visitatori si siedono sui carrelli che sono ancorati al soffitto: questa scelta singolare è dettata dall'intento di dare al visitatore l'impressione di volare sopra la scena tematizzata, spesso riproducente un paesaggio in miniatura per dare l'illusione prospettica di essere molto in alto. Ciò spiega perché la prima dark ride sospesa mai costruita è Peter Pan's Flight, presente in tutti e sei i parchi Disney. La più popolare dark ride di questo genere è Droomvlucht (letteralmente "volo da sogno"), attrazione a tema fatato aperta ad Efteling nel 1993, che permette di "volare" attraverso un mondo di sogno di foreste, castelli, fate, troll e altre creature da fiaba. I visitatori sono seduti in piccole cabine aperte appese al soffitto. La velocità e l'altezza delle singole cabine variano durante la corsa, con un culmine nelle paludi troll alla fine, dove avviene un'apparente caduta libera in una spirale verso il basso da 13 metri di altezza. Nel 2011 è stata aperta Gattobaleno Time Machine, prima a tema Winx, con il VR a MagicLand. La prima dark ride sospesa italiana è stata I Segreti dei Sogni, aperta nel parco tematico Felifonte, ora dismesso.

### Ledark rideinterattive
Con lo sviluppo della tecnologia e con la necessità di rinnovare e rendere più interessante ed appetibile l'attrazione, le dark ride dei parchi divertimento si sono evolute nel tipo interattivo: si prefiggono lo scopo di far interagire gli ospiti con la scenografia o la tematizzazione della giostra, e di farli sentire non semplici spettatori ma protagonisti degli eventi. Ciò si ottiene dotando i carrelli di pistole laser o puntatori che gli ospiti devono utilizzare per colpire quanti più bersagli (fissi o in movimento) che appaiono durante il percorso; spesso, come in un videogioco, viene assegnato un punteggio e stilata una classifica quotidiana. In Italia ci sono tre dark ride di questa categoria: Reset a Mirabilandia, The School a Etnaland e Huntik 5D a Magicland, la prima in Italia ad unire effetti scenografici 4D allo sparo con i fucili laser. Fino al 2020 esisteva Ramses: il Risveglio a Gardaland Park. 
In Europa sono presenti Buzz Lightyear Laser Bust a Disneyland Paris, Atlantis Adventure ad Europa Park, Il labirinto del Minotauro a Terra Mítica, Challenge of Tutankhamon a Walibi Belgium e Maus au Chocolat a Phantasialand a Colonia in Germania. Negli Stati Uniti i più noti sono Toy Story Midway Mania (presente a Disney California Adventure, Disney's Hollywood Studios e Tokyo DisneySea) e Men in Black: Alien Attack agli Universal Studios in Florida. Una delle ditte che produce e commercializza questo prodotto interattivo è la Preston & Barbieri; la peculiarità è l'effetto 5D, e la corsa fornisce forti emozioni grazie ai numerosi effetti installati sulla vettura e sul percorso.

### Trackless dark ride
Le trackless dark ride sono il tipo più recente: in esse il sistema di trasporto non è incanalato su alcuna rotaia e permette al veicolo una maggior libertà di movimento; consente di ruotare a 360°, tornare indietro o spostarsi di lato. I prototipi, come Big red car ride a Dreamworld, in Australia, utilizzavano in realtà un sistema a cavo interrato: nel pavimento era posizionato un cavo di rame in grado di inviare al veicolo un segnale radio che in pratica lo telecomandava. Le più recenti, come Mystic Manor (che sostituisce Phantom Manor nel parco di Hong Kong Disneyland), adoperano invece un sistema di guida Wi-Fi basato sul segnale GPS, che consente una libertà di movimento ancora maggiore.

### Multi-Motion Dark Ride
Dark ride con veicoli rettangolari che fanno vari movimenti. Generalmente molto veloci e con il tema dell'avventura; la più conosciuta è Indiana Jones Adventure, ispirata all'omonima saga, di Disneyland e Tokyo DisneySea.
In Italia sono presenti 2 modelli di questa dark ride: la prima è stata Huntik 5D a MagicLand nel 2011 che ne è una versione molto ridotta con l'aggiunta di un elemento Shooting attraverso le proiezioni 5D e le pistole laser; la più recente, aperta nel 2022, è Jumanji: The Adventure ispirata ai due film omonimi a Gardaland Park.

### Omnimover Dark Ride
Dark ride classica con vagoncini a forma di carrozza a circuito continuo che compiono movimenti a destra e a sinistra. Spesso a tema horror, le più famose sono quelle dei parchi Disney, la più rilevante la Haunted Mansion, presente a Disneyland, Magic Kingdom e Tokyo Disneyland e la Phantom Manor del Disneyland Parc a Parigi. Le più note in Europa sono la Phantom Manor, Geisterschloss e Madame Freidenreich Curiosités ad Europa Park e Geister Rikscha a Phantasialand.
In Italia è presente Castello Fantasma a FasanoLandia, in cui però i vagoncini non compiono movimenti da anni.

## Temi
Il tema classico delle dark ride sono case infestate e fantasmi: in tal caso rientreranno nelle Horror House. Tipici esempi sono Phantom Manor a Disneyland Paris, Geisterschloss a Europa Park e Geister Rikscha a Phantasialand.
Un tema molto popolare per le dark ride acquatiche sono i pirati. Dopo Pirates of the Caribbean di Disneyland furono create in tutto il mondo attrazioni simili come, per esempio, Piraten in Batavia a Europa Park, Los Piraten a Bellewaerde e I Corsari a Gardaland.
Non mancano i dinosauri; tra le ride più importanti Jurassic Park River Adventure ad Universal's Islands of Adventure (Florida), Dinosaur a Disney's Animal Kingdom (Florida) e Universe of Energy a Europa Park.
I parchi Disney sono forse le strutture per il divertimento che presentano più dark ride, spesso incentrate sul mondo delle fiabe; tra queste It's a Small World, Snow White's Scary Adventures, Pinocchio's Daring Journey e Peter Pan's Flight.
I parchi Universal dispongono di dark ride di altissimo livello, ciascuna ispirata a un film famoso, per esempio The Amazing Adventures of Spider-Man, The Cat in the Hat e Harry Potter and the Forbidden Journey. In Europa una water dark ride che tematizza numerosi film è Hollywood tour a Phantasialand.
Sempre più diffuso è il tema delle fate; tra le più famose la già descritta Droomvlucht a Efteling e la sua omologa italiana Pianeta Winx a Rainbow Magicland. Un'altra è Elf Ride a Europa Park.
La storia di Londra è il soggetto della dark ride presente nel Madame Tussauds londinese.